# 小石原村
小石原村（こいしわらむら）は福岡県の中東部に位置し、朝倉郡に属していた村である。旧上座郡。
2005年3月28日、宝珠山村と対等合併し東峰村が発足したため、自治体としての小石原村は消滅した。以下、消滅前日までの情勢を記す。

## 歴史
- 1889年4月1日 - 町村制施行により上座郡小石原村、鼓村の区域をもって小石原村が発足。
- 1896年4月1日 - 上座郡が下座郡、夜須郡と合併して朝倉郡となる[1]。
- 2005年3月28日 - 小石原村と宝珠山村の対等合併により新村制を施行し、東峰村が発足。自治体としての小石原村は消滅。

## 経済

### 産業
- 特産品として、小石原焼（陶器・国指定伝統工芸品）がある。

## 地域

### 教育

#### 中学校
- 組合立東峰中学校
宝珠山中学校と小石原中学校の統合により1986年に開校した宝珠山村と小石原村による組合立の中学校で、宝珠山村にある。

#### 小学校
- 小石原村立小石原小学校

## 交通

### 空港
空港はなし。最寄り空港は福岡空港。

### 鉄道
村内を通る鉄道路線はない。鉄道を利用する場合の最寄り駅は、JR九州日田彦山線彦山駅。

### バス路線

#### 一般路線バス
- 西鉄バス久留米
  - 杷木町 -　小石原村　-　宝珠山村

### 道路
一般国道
- 国道211号
- 国道500号

主要地方道
- 福岡県道52号八女香春線
- 福岡県道78号添田小石原線

道の駅
- 小石原

## 名所・旧跡・観光スポット・祭事・催事

### 催事
- 民陶むら祭[2]（小石原、5月3日 - 5月5日・10月第1土曜日 - 第2月曜日）

### 百選
- 大王杉（森の巨人たち百選）